# Brommella
Brommella – rodzaj pająków z rodziny ciemieńcowatych.
Pająki te mają płaski karapaks bez zaznaczonego podziału na części głowową i tułowiową. W widoku z przodu przednio-środkowa para oczu leży nieco wyżej niż przednio-boczna, zaś tylno-środkowa nieco wyżej niż tylno-boczna. Oczy przednio-środkowej pary są mniejsze niż przednio-bocznej. Środkowe pary oczu rozmieszczone są na planie szerszego z tyłu trapezu. Odległość między oczami tylno-środkowymi równa się mniej więcej ich średnicy. Wysokość nadustka wynosi nieco więcej niż średnice oczu pary przednio-środkowej. Warga dolna jest dwukrotnie szersza niż dłuższa i w połowie tak długa jak owalne szczęki. Ścięty wierzchołek sternum wchodzi między biodra ostatniej pary odnóży. Kolejność par odnóży od najdłuższej do najkrótszej przedstawia się następująco: I, IV, II, III. U samicy odnóża ostatniej pary mają grzebienie przędne ciągnące się przez mniej niż połowę długości nadstopiów i złożone z 20–25 szczecinek. Opistosomę (odwłok) cechuje bardzo mały stożeczek.
Takson ten rozprzestrzeniony jest w Europie, palearktycznej Azji i nearktycznej Ameryce Północnej. W Polsce występuje tylko B. facigera (zobacz: ciemieńcowate Polski).
Rodzaj ten po raz pierwszy wprowadzony został w 1948 roku przez Ralpha V. Chamberlina pod nazwą Pagomys, jednak była ona już wcześniej wykorzystywana i w jeszcze w tym samym roku obecna nazwa rodzajowa wprowadzona została przez Alberta Tullgrena. Dotychczas opisano 22 gatunki:
- Brommella baiseensis Li, 2017
- Brommella bishopi (Chamberlin & Gertsch, 1958)
- Brommella casseabri Li, 2017
- Brommella chongzuoensis Li, 2017
- Brommella digitata Lu, Chen & Zhang, 2015
- Brommella dolabrata Li, 2017
- Brommella falcigera (Balogh, 1935)
- Brommella funaria Li, 2017
- Brommella hellenensis Wunderlich, 1995
- Brommella josephkohi Li, 2017
- Brommella lactea (Chamberlin & Gertsch, 1958)
- Brommella linyuchengi Li, 2017
- Brommella monticola (Gertsch & Mulaik, 1936)
- Brommella punctosparsa (Oi, 1957)
- Brommella renguodongi Li, 2017
- Brommella resima Li, 2017
- Brommella sejuncta Li, 2017
- Brommella spirula Li, 2017
- Brommella tongyanfengi Li, 2017
- Brommella wangfengcheni Li, 2017
- Brommella xinganensis Li, 2017
- Brommella yizhouensis Li, 2017